# Дженні Гендрікс
Гезер Енн Дорсі (англ. Heather Ann Dorsey, нар. 5 квітня 1986), відома як Дженні Гендрікс (англ. Jenny Hendrix) — американська модель і колишня порноакторка. 

## Біографія
В порноіндустрію потрапила в 2004 у віці 18 років. Спочатку була стриптизеркою у Флориді, а потім в інтернет-компанії PinkTV. У 2009 році вона знялася у фільмі жахів режисера Джея Волфела Live Evil. Також знімалася у відеокліпах гурту LMFAO на пісню «i'm in Miami Trick» і «10 Miles Wide» групи Escape the Fate.
19 серпня 2011 року офіційно оголосила, що йде з порноіндустрії.
Знялася в понад 100 порнофільмах, з яких 92 офіційних.

## Премії і номінації
- 2009 AVN Award — Best Threeway Sex Scene — The Jenny Hendrix Anal Experience[7]
- 2011 номінація на AVN Award — Best Group Sex Scene — Bonny & Clide (з Денисом Єнсен, Джесікою Бангкок, Джулія Енн, Керрі Луїз, Індією Саммер, Джазз Берлін, Наташею Марлі, Рейчел Рокс, Біллі Глайдом, Ентоні Розано, Полом Чапліном, Сетом Гемблом і Віллом Пауерсом)